# Filipijnse stinkdas
De Filipijnse stinkdas (ook wel: Palawanstinkdas) (Mydaus marchei) is een van de twee soorten stinkdassen uit de familie van de stinkdieren. De Filipijnse stinkdas is endemisch in de zuidwestelijke Filipijnen.

## Algemeen
De Filipijnse stinkdas wordt zo'n 32 tot 46 cm groot met een gewicht van zo'n 2,5 kg en is daarmee kleiner dan de andere soort uit het geslacht (de Maleise stinkdas, M. javanicus). De soort heeft korte krachtige ledematen en voorpoten met lange klauwen. Hij heeft een korte staart en een puntige snuit. soort is over het algemeen donkerbruin van kleur met een lichte gele vlek op de bovenkant van de kop, die overgaat in een streep naar de schouders toe. Dit in tegenstelling tot zijn Indonesische tegenhanger, die een witte vlek op de kop heeft.
Wanneer een stinkdas aangevallen wordt scheidt hij een doordringende geur af uit zijn anus, in een poging de aanvaller af te schrikken.

## Verspreiding en leefgebied
De Filipijnse stinkdas komt slechts op de grasvlakten en aangeplante bossen van de Filipijnse eilanden Palawan en Busuanga voor.

## Voedsel
Er is niet veel bekend over het voedsel van de Filipijnse stinkdas. Men neemt aan dat ze voornamelijk regenwormen en insecten eten.

## Voortplanting
Ook over de voortplanting is weinig bekend.